# Cataulacus inermis
Cataulacus inermis é uma espécie de formiga do gênero Cataulacus, pertencente à subfamília Myrmicinae.